# Dmitrij Sergeevič Lichačëv
Dmitrij Sergeevič Lichačëv (in russo Дмитрий Сергеевич Лихачёв?; San Pietroburgo, 15 novembre 1906 – San Pietroburgo, 30 settembre 1999) è stato un filologo russo.

## Biografia
Lichačëv nacque in una famiglia agiata di San Pietroburgo da un ingegnere elettrico al servizio della Società Poste e Telegrafi dello Stato. Negli anni '20 venne ammesso all'Università di Leningrado, dove studiò letteratura russa. Durante gli anni universitari partecipò a un club studentesco interessato a delle parodie, e ciò lo portò all'arresto da parte delle autorità sovietiche nel 1928. Fu quindi deportato nello SLON, il gulag delle Isole Soloveckie, dove rimase per oltre 4 anni ai lavori forzati. Da questa esperienza uscì in seguito un libro di memorie.
Dopo la prigionia lavorò a Leningrado come correttore di bozze presso la casa editrice dell'Accademia delle scienze dell'URSS. Allo stesso tempo intraprese delle ricerche sulla Novgorad medievale e sulla letteratura russa antica presso l'Istituto di letteratura russa, noto anche come Casa Puškin (Puškinskij dom).
Dopo la seconda guerra mondiale divenne uno dei più importanti studiosi dell'Accademia delle scienze. Tra le sue innumerevoli opere si ricordano la traduzione in russo moderno della Cronaca degli anni passati, nonché la trascrizione di diversi libri antichi quasi scomparsi. I suoi studi trattavano argomenti come la cultura della Rus' di Kiev e del Granducato di Mosca.
La sua indipendenza di pensiero restò immutata anche in presenza di pressioni governative. Nel 1975 venne assalito su ordine della polizia segreta dopo aver rifiutato di firmare una petizione critica contro Andrej Dmitrievič Sacharov. Negli anni '80 promosse la conservazione e il restauro dei beni nazionali e delle tradizioni russe che durante il periodo sovietico risultavano in pericolo. Dopo il definitivo crollo dell'Unione Sovietica del 1991 si espose riguardo all'idea di patriottismo russo. Le sue idee andavano in contrasto con gli eurasiatici. Egli infatti sosteneva che la cultura russa appartenesse a pieno titolo alle tradizioni europee e che formasse un asse nord-sud tra la Scandinavia e Costantinopoli. Rifiutò con fermezza ogni forma di sciovinismo e suprematismo culturale, e in opposizione agli slavofili ammise l'indipendenza culturale di popoli di per sé molto vicini, come i russi, gli ucraini e i bielorussi.
Morì in un ospedale di San Pietroburgo all'età di 92 anni.

## Opere

### Tradotte in italiano
- La mia Russia, trad. di Claudia Zonghetti, Torino, Einaudi, 1999.
- Il silenzio del Nord : l'album di Novgorod : 40 disegni (1937), a cura di Anna Raffetto, Novara, Interlinea, 2001
- Le proprietà dinamiche dell'ambiente nelle opere letterarie : per un'interpretazione del problema, parte di Ricerche semiotiche: nuove tendenze delle scienze umane nell'URSS, a cura di Jurij M. Lotman e Boris A. Uspenskij; edizione italiana a cura di Clara Strada Janovic
- Le radici dell'arte russa : dal medioevo alle avanguardie, a cura di Elena Kostjukovic, Milano, Fabbri, 1991

### In russo
- Vospominanija, San Pietroburgo, Logos, 1999.
- Zametki o russkom, Mosca, Iskusstvo, 2000
- Literatura-realʹnostʹ-literatura, Leningrado, Sovetskij pisatelʹ, 1981
- Ja vspominaju, Mosca, Progress, 1991
- Vvedenie k cteniju pamjatnikov drevnerusskoj literatury, Mosca, Russkij put', 2004
- Problemy teorii sticha, Leningrado, Nauka, 1984
- Velikoe nasledie : klassičeskie proizvedenija literatury drevnej rusi, Mosca, Sovremennik, 1975
- Mysli o žizni. Pis'ma o dobrom, Mosca, KoLibri, 2018
- O filologii, Mosca, Vyssaja skola, 1989
- Slovo o polku igoreve : Istoriko-literaturnyj ocerk, Mosca, Akad.nauk SSSR, 1950
- Velikij put' : stanovlenie russkoj literatury 11.-17. vekov, Mosca, Sovremennik, 1987
- Zametki i nabljudenija : iz zapisnych knižek raznych let, Leningrado, Sovetskij pisatel': Leningradskoe otdelenie, 1989
- Poezija sadov : k semantike sadovo-parkovych stilej, Leningrado, Nauka, 1982
- Ob intelligencii, San Pietroburgo, Kanun, 1987